# Coppa Città di Asti
La Coppa Città di Asti est une course cycliste cyclisme sur route masculine disputée à Asti, en Italie. Créée en 1927, elle a connu 73 éditions jusqu'en 2007. Les trois dernières éditions ont figuré au calendrier de l'UCI Europe Tour.

## Palmarès
| Année | Vainqueur             | Deuxième             | Troisième          |
| ----- | --------------------- | -------------------- | ------------------ |
| 1927  | Giovanni Balla        |                      |                    |
| 1928  | Piero Bertolazzo      |                      |                    |
| 1929  | Giuseppe Graglia      |                      |                    |
| 1930  | Piero Bertolazzo      |                      |                    |
| 1931  | Giuseppe Graglia      |                      |                    |
| 1932  | Giuseppe Graglia      |                      |                    |
| 1933  | Glauco Servadei       |                      |                    |
| 1934  | Domenico Oggero       |                      |                    |
| 1935  | Giuseppe Pelassa      |                      |                    |
| 1936  | Pierino Agnesina      |                      |                    |
| 1937  | Amilcare Amisano      |                      |                    |
| 1938  | Sebastiano Torchio    |                      |                    |
| 1939  | Antonio Centis        |                      |                    |
| 1940  | Giovanni De Stefanis  |                      |                    |
| 1943  | Lores Zanotti         |                      |                    |
| 1946  | Enrico Mollo          |                      |                    |
| 1947  | Oreste Giorno         |                      |                    |
| 1948  | Giovanni Pettinati    |                      |                    |
| 1949  | Oreste Giorno         |                      |                    |
| 1950  | Giovanni Pettinati    |                      |                    |
| 1951  | Walter Vignono        |                      |                    |
| 1952  | Giuseppe Favero       |                      |                    |
| 1953  | Valerio Chiarlone     |                      |                    |
| 1954  | Colombo Cassano       |                      |                    |
| 1955  | Ernesto Minetto       |                      |                    |
| 1956  | Alessandro Cacherano  |                      |                    |
| 1958  | Giancarlo Martini     |                      |                    |
| 1959  | Umberto Ginocchio     |                      |                    |
| 1960  | Bruno Giorza          |                      |                    |
| 1961  | Renzo Dondoglio       |                      |                    |
| 1962  | Lorenzo Carminati     |                      |                    |
| 1963  | Angelo Ottaviani      |                      |                    |
| 1964  | Marino Rossi          |                      |                    |
| 1965  | Matteo Cravero        |                      |                    |
| 1966  | Roberto Bonetto       |                      |                    |
| 1967  | Giuseppe Scopel       |                      |                    |
| 1968  | Elminio Ferdusi       |                      |                    |
| 1969  | Giuseppe Camisani     |                      |                    |
| 1970  | Tommaso Giroli        |                      |                    |
| 1971  | Luciano Fusar Poli    |                      |                    |
| 1972  | Tommaso Giroli        |                      |                    |
| 1973  | Franco Peruzzo        |                      |                    |
| 1974  | Donato Masi           |                      |                    |
| 1976  | Piercarlo Rudino      |                      |                    |
| 1978  | Gilberto Barbero      |                      |                    |
| 1979  | Walter Cossetta       |                      |                    |
| 1980  | Flavio Gioffre        |                      |                    |
| 1981  | Paolo Di Martino      |                      |                    |
| 1982  | Luigi Burgo           |                      |                    |
| 1983  | Corrado Morandi       |                      |                    |
| 1984  | Carlo Buffa           |                      |                    |
| 1985  | Franco Beduz          |                      |                    |
| 1986  | Bruno Marini          |                      |                    |
| 1987  | Fabio Colnaghi        |                      |                    |
| 1990  | Giuseppe Tartaggia    |                      |                    |
| 1991  | Claudio Grosso        |                      |                    |
| 1992  | Giuseppe Palumbo      |                      |                    |
| 1993  | Francesco Secchiari   |                      |                    |
| 1994  | Marco Bellini         |                      |                    |
| 1995  | Mauro Silvestri       |                      |                    |
| 1996  | Gianluca Nicole       |                      |                    |
| 1997  | Massimiliano Martini  |                      |                    |
| 1998  | Luca Barla            | Fabio Testi          | Moris Sammassimo   |
| 1999  | Alessandro Cortinovis | Dmitri Dementiev     | Miguel Ángel Meza  |
| 2000  | Franco Pellizotti     | Yaroslav Popovych    | Federico Berta     |
| 2001  | Luca Solari           | Andrea Sanvido       | Manuel Quinziato   |
| 2002  | Cristian Tosoni       | Daniel Okrucinski    | Vladimir Gusev     |
| 2003  | Daniele Di Nucci      | Hubert Krys          | Francesco Failli   |
| 2004  | Aaron Kemps           | Daniele Colli        | Rino Zampilli      |
| 2005  | Fabio Sabatini        | Tiziano Dall'Antonia | Nicholas Sanderson |
| 2006  | Oscar Gatto           | Matthew Goss         | Stefano Basso      |
| 2007  | Tony Martin           | Siarhei Papok        | Jarosław Marycz    |